# Rostfritt stål

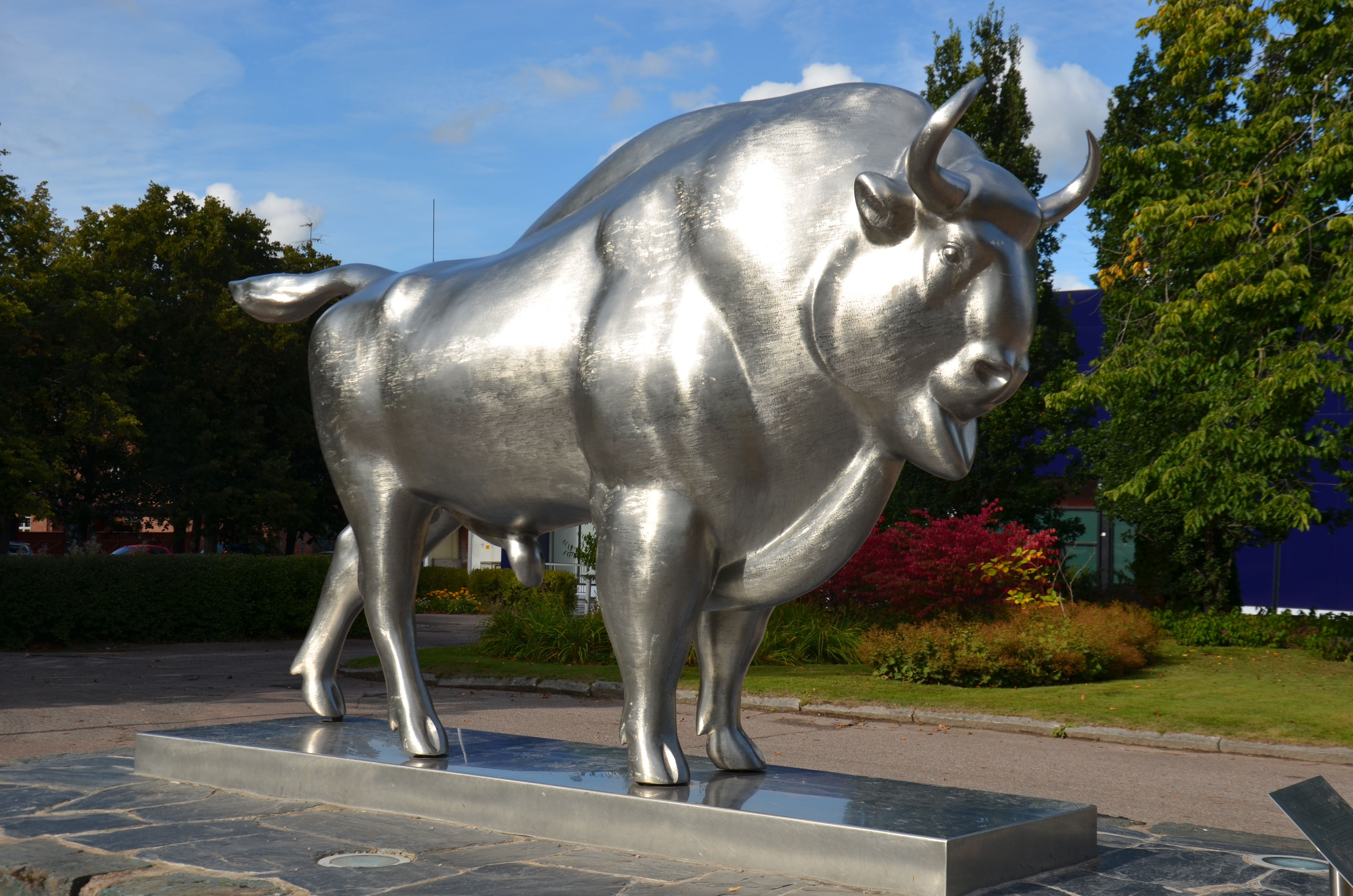
Visenten, skulptur i rostfritt stål av Lars Andersson från 1976 för Avesta Jernverk och ursprungligen placerad på företagets område.

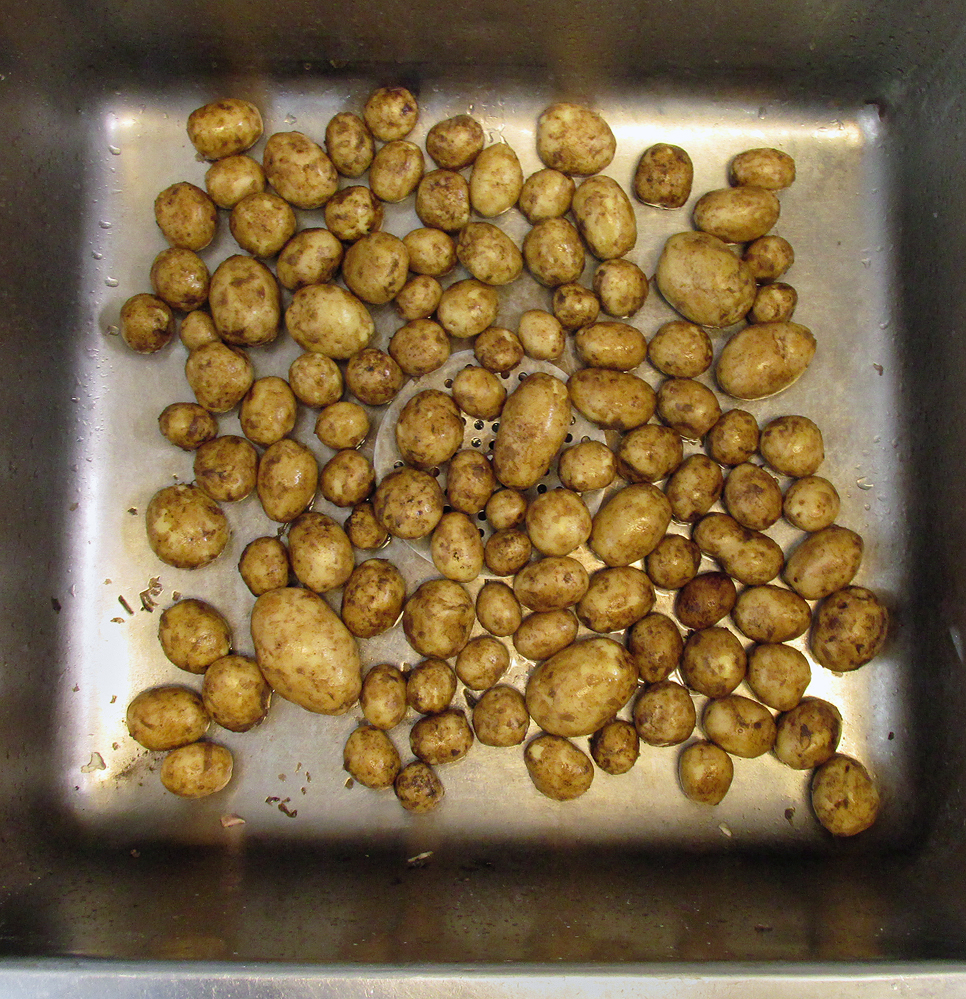
En diskho i rostfritt 18/8 stål.

Rostfritt stål är en järnlegering, med minst 10,5 % krom (enligt EN 10088) som ofta har god motståndskraft mot korrosion (rost) och andra kemiska angrepp.

## Allmänt

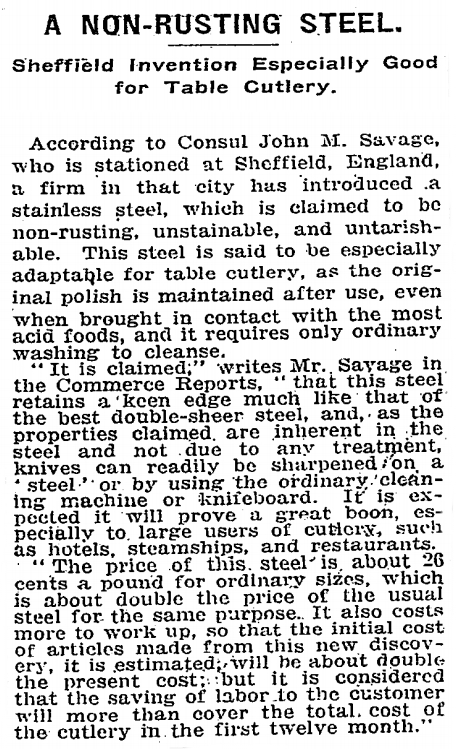
Artikel om rostfritt stål publicerad 1915 i New York Times

Rostfritt stål korroderar mycket långsammare än kolstål tack vare att det legerats med krom. När kromhalten överstiger cirka 11 % bildas en tunn, passiv hinna som skyddar det underliggande stålet mot vidare oxidation. Ytskiktet består av kromoxid som är bara 20–30 Å tjockt. Om stålets yta skadas, återbildas ytskiktet mycket snabbt förutsatt att det finns syre tillgängligt i omgivningen. Den kemiska motståndskraften i rostfritt stål ökar med stigande kromhalt, men den ökar även med minskande kolhalt, varför rostfria stål bör ha en kolhalt under 0,25 %. En allmänt förekommande missuppfattning om rostfritt stål är att det inte rostar överhuvudtaget men det gör det i många miljöer. Det finns rostfria stål som kallas rosttröga stål eftersom korrosionsfilmen (rosten) bildar ett närmast passivt skikt efter en viss nivå som bromsar vidare korrosion.
Rostfritt stål uppfanns på Brown-Firth laboratioriet i Sheffield av Harry Brearley år 1912 som under experiment med olika legeringar till kanonrör upptäckte att järn-kromlegeringar inte rostade vid etsning (se artikel från New York Times).

## Olika typer av rostfritt stål
Det finns många olika typer av rostfria stål som framställs kommersiellt, alla med sina unika egenskaper och speciella användningsområden, men de kan delas in i mindre grupper av rostfria stål efter användningsområde och struktur.

### Klassificering efter användningsområde

#### Rostfritt stål
Rostfritt stål innehåller minst 10,5 % krom och används i korrosiva miljöer som exempelvis är sura och utsatta för klorider. Rostfritt stål som innehåller 13–18 % krom och inget nickel kallas även kromstål. Vanliga tillämpningsområden för kromstål är exempelvis vitvaror. Kromstål är billigare att ta fram än traditionellt rostfritt stål då man inte använder nickel, vilket sänker materialkostnaden för framställning.

#### Syrafast stål
Syrafast stål, eller syrabeständigt stål, innehåller legeringsmetallerna krom och nickel, samt minst 2 % molybden. Syrafast stål används i miljöer med mer kännbara kemiska påfrestningar, till exempel i rördelar, skruvar och muttrar, beslag och maskindelar avsedda för marin miljö, samt detaljer som kommer i kontakt med syror (dock ej salpetersyra, som regerar med molybden).

#### Värmebeständigt stål
Se Värmebeständigt stål.

### Klassificering efter innehåll
Stållegering som innehåller både krom och nickel kallas även för kromnickelstål, eller kromnickel, vilket ej är att förväxla med nichrom. Kromnickel är ett rosttrögt stål bestående av 65 % nickel, 20 % järn och 15 % krom. Denna legering kan användas till elektrisk motståndstråd med resistivitet 1,05 ohm⋅mm²⋅m−1 för tillverkning av bland annat element för värmeapparater och resistorer.

### Klassificering efter struktur

#### Austenitiskt rostfritt stål

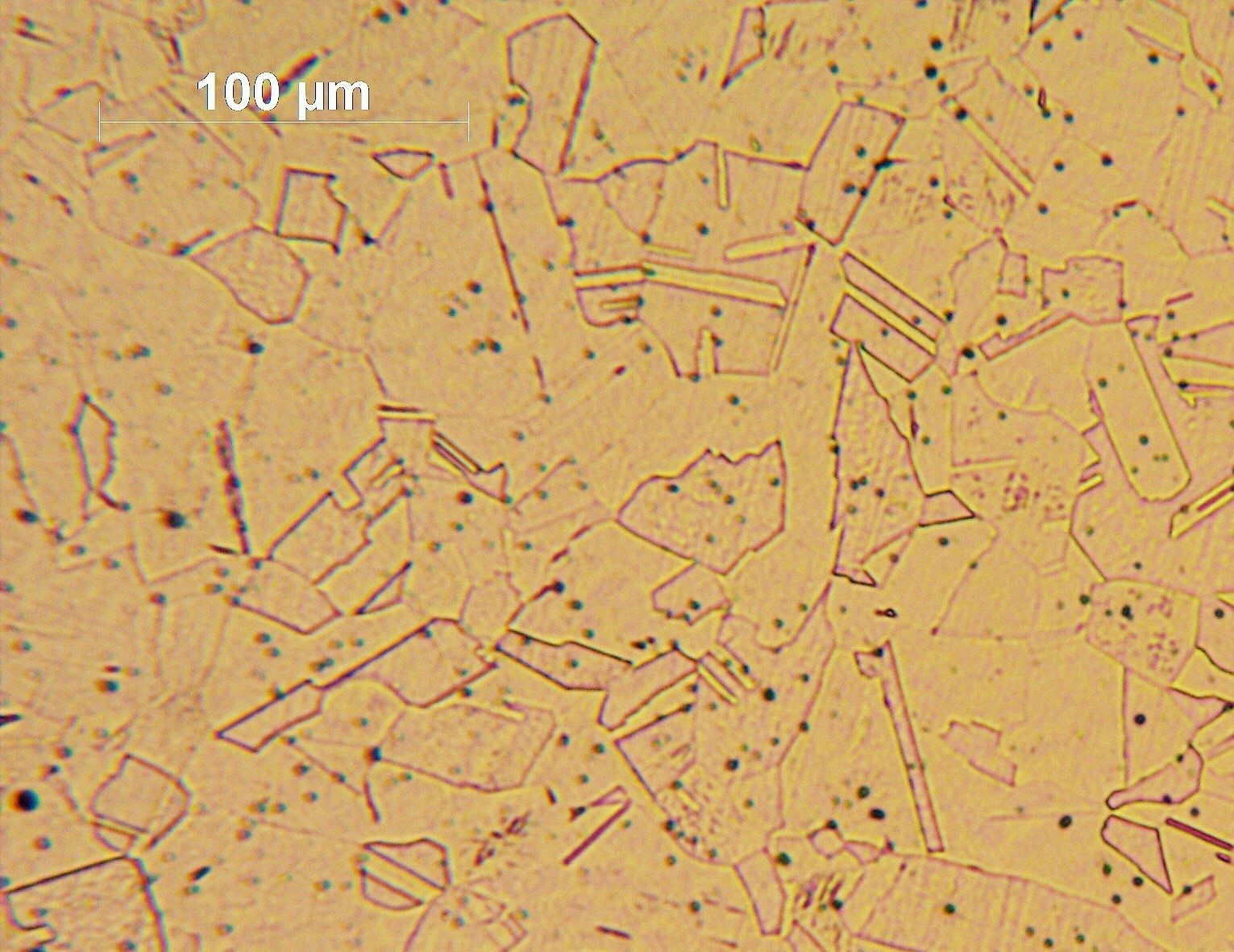
Austenitisk mikrostruktur av EN 1.4301.

Austenitiska rostfria stål utgör den största gruppen av rostfria stål. De har en austenitisk γ-struktur vilket medför att de är omagnetiska och att de inte kan härdas.
Stålen består av krom (12–30 %) och nickel (7–30 %) samt andra metaller, ofta molybden (2–3 %). Kolhalten i dessa stål är mycket låg, i regel under 0,05 %. Rostfritt stål av denna typ är enklare att arbeta med än andra stålkvaliteter. Det är lätt formbart, och den låga kolhalten gör att det är lättare att svetsa i än andra typer av rostfritt stål. De austenitiska rostfria stålen har därför stort användningsområde som konstruktionsstål och som rörledningar. Vissa austenitiska stålsorter kallas syrafasta om man stärkt gropfrätningsmotståndet genom tillsättning av exempelvis molybden (ca 2 % i den vanligt förekommande legeringen EN 1.4401). 
En mycket vanlig legering ur denna kategori är 18/8-stål (även 18/10-stål) som är legerat med 18 % krom och 8 % (10 %) nickel. Rostfria husgeråd som grytor, kastruller m m är ofta gjorda av 18/8-stål som EN 1.4307. Bestick framställda av 18/8-stål har en tendens att svärta ned vissa typer av porslin. Vissa maskindiskmedel gör att den passiviserande hinnan som bildas naturligt på alla stål av denna typ blir tämligen mörk i en gråblå nyans. Detta innebär inte att föremålen är dåligt diskade, utan att korrosionshållfastheten ökat. Det går att avlägsna hinnan genom polering.

#### Ferritiskt rostfritt stål

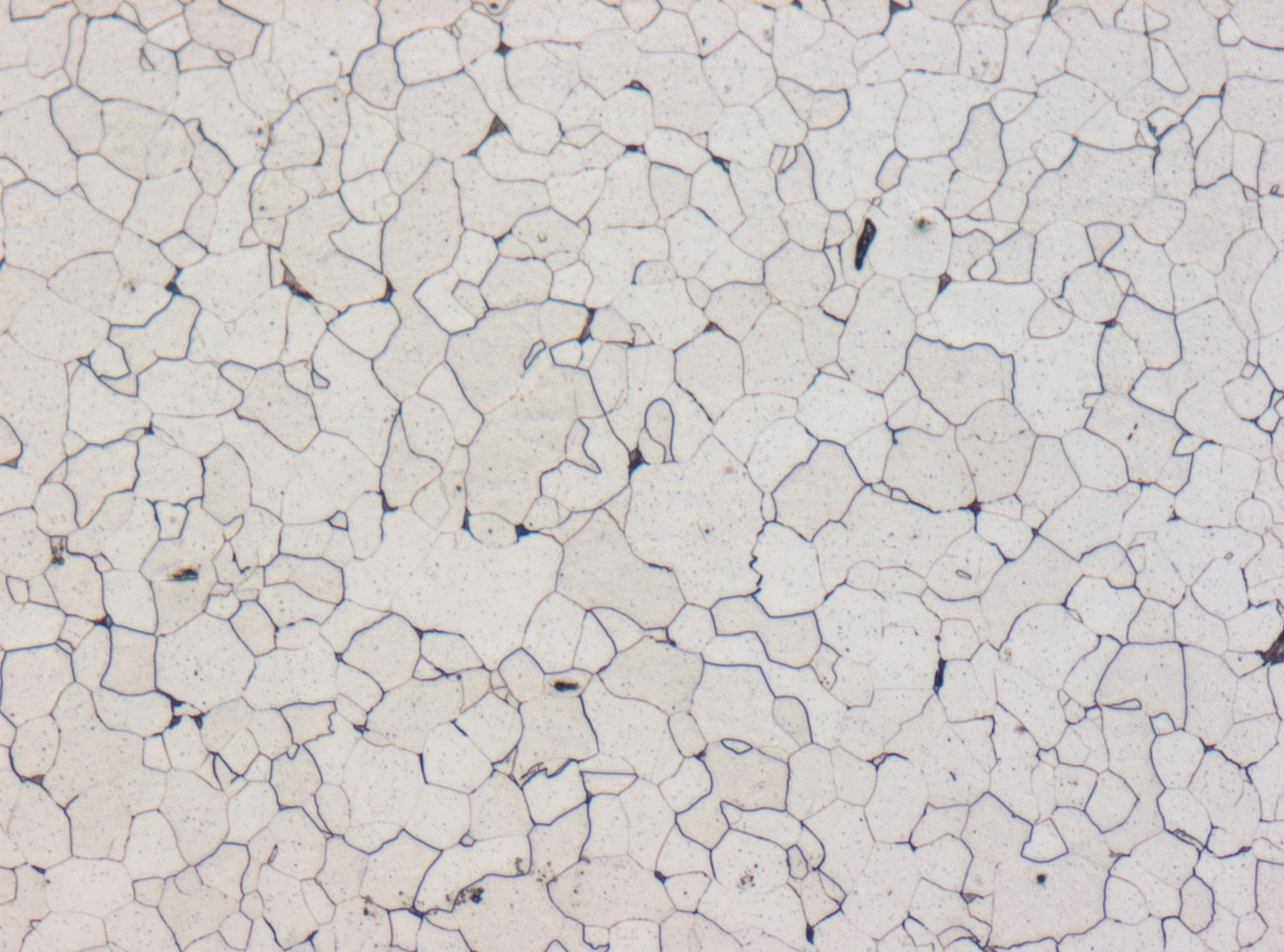
Ferritisk mikrostruktur

Ferritiska rostfria stål har en kromhalt 12-30 %, kolhalt under 0,12 %. Nickelhalten är mycket låg eftersom nicklet annars skulle stabilisera austeniten. Ferritiskt stål har en ferritisk α-struktur vid rumstemperatur. Värms stålet övergår strukturen först till γ-austenit vid 910°C och vid 1400°C till δ-ferrit. De är magnetiska och kan inte härdas. Vissa typer av kromstål och värmebeständiga stål tillhör denna kategori. Stålet har en dålig svetsbarhet och har ett begränsat användningsområde som konstruktionsstål. Legeringar med lägre kolhalt och tillskott av titan och/eller niob är svetsbara. De användes tidigare enbart i miljöer där stålet utsätts för måttliga angrepp (se korrosion nedan). Senare utvecklade ferritiska legeringar uppvisar korrosionsegenskaper i klass med EN 1.4301 som EN 1.4509. Även ferritiska legeringen EN 1.452 visar egenskaper i klass med syrafasta legeringen EN 1.4404.

#### Martensitiskt rostfritt stål
Martensitiska rostfria stål har en martensitisk struktur. De har vanligtvis en kromhalt kring 12–16 %, låg nickelhalt och en kolhalt runt 0,1–1,2 %. Martensit bildas genom att stål i austenitisk smält fas kyls så snabbt att varken perlitisk eller baintisk struktur hinner bildas. Diffusionen av kol hindras av det snabba förloppet, det vill säga kolet hinner inte flytta på sig utan stelnar på plats. Det martensitiska stålet är därför mycket sprött och brukar därför anlöpas vid cirka 250–650°C så att kolet kan diffundera ut till järnkarbid.
Martensitiska rostfria stål är hårda stål som används i miljöer där stålet utsätts för måttliga korrosionsangrepp, t.ex. i olika eggverktyg som knivar och saxar. Stålen är magnetiska med relativt lågt korrosionsmotstånd på grund av den låga kromhalten. Det låga korrosionsmotståndet gör att exempelvis kvalitetsknivar ofta rostar om de diskas i diskmaskin. Stålet kan inte svetsas eller deformeras plastiskt utan att förlora sin härdning och används därför inte som konstruktionsstål.   

#### Ferrit-austenitiskt (duplex) rostfritt stål
Ferrit-austenitiska rostfria stål, även kallat duplexstål, innehåller krom (upp till 29 %), nickel (5–8 %), molybden (1–4 %), kol under 0,03 % samt kväve 0,4 %. De har god korrosionsbeständighet och hög mekanisk hållfasthet och lämpar sig i miljöer med höga kloridhalter, t.ex. i konstruktioner vid kuster.
Detta stål är ett starkare material än de austenitiska stålen och det har även en god svetsbarhet samt god formbarhet så det lämpar sig mycket bra i konstruktioner. Duplexa stål är magnetiska och ej härdbara.

#### Martensit-austenitiskt rostfritt stål
Martensit-austenitiska rostfria stål består av krom (13–16 %), nickel (5-6 %), molybden (1–2 %) och kol (0,04–0,08 %). De är magnetiska och härdbara. Stålet har god svetsbarhet och används bland annat i turbiner och propellrar.

## Legeringsämnen
Stål kan legeras med många olika ämnen som ger stålet olika egenskaper. Nedan beskrivs de vanligaste. 

### Kol
Kol finns i olika utsträckning i alla stålsorter och stabiliserar austenitfasen. I kolstål ökar kolet hårdheten. Kromet i rostfria stål reagerar mycket mer med kol och bildar kromkarbider (oftast Cr23C6 i rostfria stål) som sänker korrosionsmotståndet varför kolhalten oftast hålls minimal. Undantaget är martensitiska stål som kräver en högre kolhalt (oftast över 0,015 %) för att det ska finnas tillräckligt med kol som stelnar i matrisen.

### Krom
Kromhalten är avgörande för rostfritt stål eftersom de definieras av att de har en kromhalt som är högre än 10,5 %. Kromhalten är avgörande för att den passiva kromoxidhinnan ska kunna byggas upp. Krom är en ferritstabiliserare. Kromet i rostfria stål reagerar mer med kol och kväve än kolstål utan krom.

### Nickel
Nickel är en relativt kraftigt austenitstabiliserare. En austenitisk struktur leder till en bättre formbarhet och svetsbarhet. Det krävs ca 8 % nickel för att ett stål ska bli helt austenitiskt. Nicklet reducerar också korrosionshastigheten.

### Mangan
Mangan är också austenitstabiliserare och har använts av ekonomiska skäl eller i bristsituationer, men stålen får inte lika goda korrosionsegenskaper.

### Molybden
Molybden används för att öka korrosionsmotståndet mot allmän korrosion och lokal korrosion, såsom gropfrätning och spaltkorrosion. Austenitiska stål med 2–3 % molybden brukar kallas syrafast stål. Molybden stabiliserar ferrit vilket gör att en högre nickelhalt krävs för att garantera en austenitisk struktur.

### Kväve
Kväve höjer korrosionsmotståndet mot lokal korrosion som exempelvis gropfrätning och spaltkorrosion. Kvävet höjer hållfastheten på rostfria stål men sänker segheten. Kväve är en stark austenitstabiliserare och brukar tillsättas i halter omkring 0,1–0,5 %.

## Korrosion

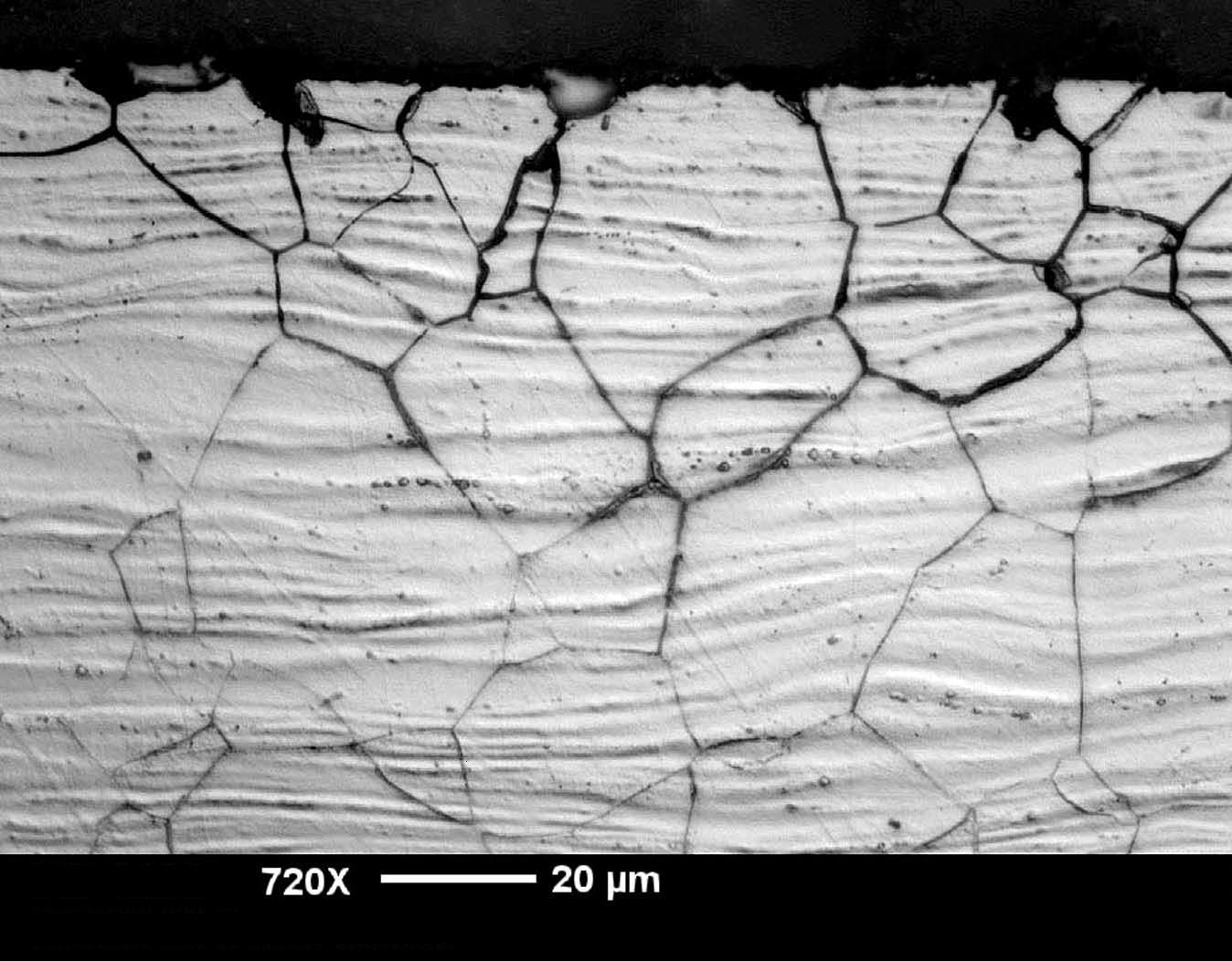
Interkristallin korrosion

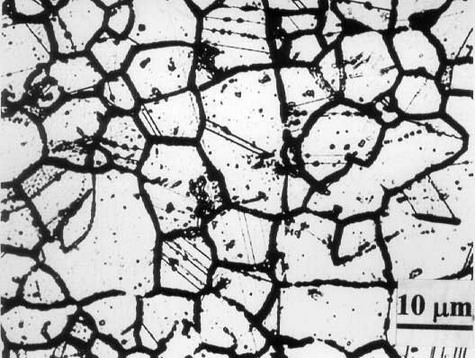
Sensibiliserat rostfritt 1.4301-stål

Även s.k. rostfria stål kan drabbas av korrosion beroende på den miljö de används i. Rostfria stål kan angripas på många sätt såsom allmän korrosion, bimetallkorrosion, interkristallin korrosion, gropfrätning, spaltkorrosion, spänningskorrosion och korrosionsutmattning. Vissa rostfria stål klarar av miljöer med saltvatten bättre tack vare en tillsats av lite molybden. En vanlig sammansättning av rostfritt stål för att motstå saltvatten är, förutom järn, 18 % krom, 10 % nickel och 2 % molybden.  
Gropfrätning (även kallat pitting) är ett lokalt korrosionsangrepp som sker i närvaro av oxidationsmedel med exempelvis klorider såsom saltvatten. Gropfrätning innebär att passivfilmen brister i en punkt varvid den angripna ytan blir anod och det omgivande stålet katod. Det innebär att oxidationen sker i punkten, d.v.s. metallen angrips i en punkt som gröps ur. Korrosionen görs möjlig dels genom komplexbildning mellan metalljoner och kloridjoner, dels genom att hydrolysen är sur vilket sänker pH i gropen.  
Om man svetsar ett austenitiskt stål med hög kolhalt är det en stor risk att kromkarbider utskiljs i korngränserna. Fenomenet kallas sensibilisering och resulterar i att kromhalten blir lägre i korngränserna där karbiderna bildats än i kornen. Det innebär att korrosionshärdigheten minskar markant i korngränserna, vilket kan resultera i interkristallin korrosion. Man undviker risken för sensibilisering genom att välja ett stål med tillräckligt låg kolhalt (vanligen max 0,03 %) eller stål som stabiliserats med titan eller niob. Titan och niob bildar karbider med kolet innan det bildat karbider med krom. Man förhindrar därmed att kromhalten i korngränserna understiger 11 % som är gränsen för att det passiva skiktet skall bildas.

## Rostfria stål i standarder
I Sverige sköts standarder för stållegeringar, halter av legeringsämnen, benämningar med mera av Svenska institutet för standarder (SIS), som i sin tur är medlem i världsstandardorganisationen ISO och den europeiska standardorganisationen CEN. Två olika benämningar finns för legeringsvarianterna, nämligen stålnamn och stålnummer. I Nordamerika finns två standarder som kallas ASTM/AISI respektive UNS som båda kontrolleras av ASTM International samt SAE International. Det finns många olika andra standarder i olika länder men dessa är vanligast i Sverige. Nedan finns en lista över relativt vanliga rostfria legeringar. 
| EN-standard Stålnummer | EN-standard Stålnamn | ASTM/AISI Beteckning | UNS Beteckning | SIS Beteckning | Typ av stål         | C           | Cr          | Ni          | Mo          | N           | S           | Övrigt | Användningsområden                                                                                |
| ---------------------- | -------------------- | -------------------- | -------------- | -------------- | ------------------- | ----------- | ----------- | ----------- | ----------- | ----------- | ----------- | ------ | ------------------------------------------------------------------------------------------------- |
| 1.4000                 | X6Cr13               | 410S                 |                | 2301           | Ferritiskt          | max. 0,08 % | 12–14 %     |             |             |             | max 0,015 % |        | Svetsade konstruktioner                                                                           |
| 1.4002                 | X6CrAl13             | 405                  | S40500         |                | Ferritiskt          | max 0,08 %  | 12-14 %     |             |             |             | max 0,015 % | Al     |                                                                                                   |
| 1.4003                 | X2CrNi12             |                      | S40977         |                | Ferritiskt          | max 0,03 %  | 10,5–12,5 % | 0,3–1 %     |             | max 0,03 %  | max 0,015 % |        | Lågt korrosionsmotstånd                                                                           |
| 1.4005                 | X12CrS13             | 416                  | S41600         | 2380           | Martensitiskt       | 0,06–0,15 % | 12–14 %     |             | 0–0,6 %     |             | 0,15–0,35 % | S      | Lågt korrosionsmotstånd                                                                           |
| 1.4006                 | X10Cr12              | 410                  | S41000         | 2302           | Martensitiskt       | 0,08–0,15 % | 11,5–13,5 % | max 0,75 %  |             |             | max 0,02 %  |        |                                                                                                   |
| 1.4016                 | X6Cr17               | 430                  | S43000         | 2320           | Ferritiskt          | max 0,08 %  | 16–18 %     |             |             |             | max 0,03 %  |        | Hushållsgeråd                                                                                     |
| 1.4021                 | X20Cr13              | 420                  | S42000         | 2304           | Martensitiskt       | 0,16–0,25 % | 12–14 %     |             |             |             | max 0,03 %  |        |                                                                                                   |
| 1.4024                 | X5Cr13               | 403                  | S40300         | 2301           | Martensitiskt       | 0,12–0,17 % | 12–14 %     |             |             |             | max 0,03 %  |        |                                                                                                   |
| 1.4057                 | X22CrNi17            | 431                  | S43100         | 2321           | Martensitiskt       | 0,12–0,22 % | 15–17 %     | 1,5–2,5 %   |             |             | max 0,03 %  | S      |                                                                                                   |
| 1.4104                 | X14CrMoS17           | 430F                 | S43020         | 2383           | Ferritiskt          | 0,10–0,17 % | 15,5–17,5 % |             | 0,20–0,60 % |             | 0,15–0,35 % |        |                                                                                                   |
| 1.4162                 | X2CrMnNiN21-5-1      |                      | S32101         |                | Duplex              | max 0,04 %  | 21–22 %     | 1,35–1,7 %  | 0,1–0,8 %   | 0,2–0,25    | max 0,015 % | Mn, Cu |                                                                                                   |
| 1.4301                 | X5CrNi18-10          | 304                  | S30400         | 2333           | Austenitiskt        | max. 0,07 % | 17,5–19,5 % | 8–10,5 %    |             | max 0,11 %  | max 0,015 % |        | Mycket vanligt 18/10 stål. Många användningsområden.                                              |
| 1.4303                 | X5CrNi18 12          | 305                  | S30500         |                | Austenitiskt        | max 0,06 %  | 17–19 %     | 11–13 %     |             | max 0,11 %  | max 0,015 % |        |                                                                                                   |
| 1.4305                 | X12CrNiS18-8         | 303                  |                | 2346           | Austenitiskt        | max 0,10 %  | 17–19 %     | 11–13 %     |             | max 0,11 %  | 0,15–0,35 % |        |                                                                                                   |
| 1.4306                 | X2CrNi19-11          | 304L                 | S30403         | 2352           | Austenitiskt        | max 0,03 %  | 18–20 %     | 10–12 %     |             | max 0,11 %  | max 0,015 % |        |                                                                                                   |
| 0                      | X2CrNi18-9           | 304L                 | S30403         | 2333           | Austenitiskt        | max 0,03 %  | 17,5–19,5 % | 8–10,5 %    |             | max 0,11 %  | max 0,015 % |        | Samma som 1.4301 men lägre kolhalt. Många användningsområden.                                     |
| 1.4310                 | X10CrNi18-8          | 301                  |                | 2331           | Austenitiskt        | 0,05-0,15 % | 16-19 %     | 6-9,5 %     |             | max 0,11 %  | max 0,015 % |        | Fjädrar                                                                                           |
| 1.4311                 | X2CrNiN18-10         | 304LN                | S30453         | 2371           | Austenitiskt        | max 0,03 %  | 17,5–19,5 % | 8–10,5 %    |             | 0,12–0,22 % | max 0,015 % |        |                                                                                                   |
| 1.4313                 | X3CrNiMo13-4         |                      | S41500         | 2385           | Martensitiskt       | max 0,05 %  | 12–14 %     | 3,5–4,5 %   | 0,3–0,7 %   | max 0,02 %  | max 0,015 % |        | Högre korrosionsmotstånd än 1.4005/1.4006                                                         |
| 1.4318                 | X2CrNiN18-7          | 301LN                |                |                | Austenitiskt        | max 0,03 %  | 16,5–18,5 % | 6–8 %       |             | 0,1–0,2 %   | max 0,015 % |        |                                                                                                   |
| 1.4362                 | X2CrNiN23-4          |                      | S32304         | 2327           | Duplex              | max 0,03 %  | 22–24 %     | 3,5–5,5 %   | 0,1–0,6 %   | 0,05–0,2 %  | max 0,015 % | Cu     |                                                                                                   |
| 1.4372                 | X12CrMnNiN17-7-5     | 201                  | S20100         |                | Austenitiskt        | max 0,15 %  | 16–18 %     | 3,5–5,5 %   |             | 0,05–0,25 % | max 0,015 % | Mn     |                                                                                                   |
| 1.4401                 | X5CrNiMo17-12-2      | 316                  | S31600         | 2347           | Austenitiskt        | max 0,07 %  | 16,5–18,5 % | 10–13 %     | 2–2,5 %     | max 0,11 %  | max 0,015 % |        | Mycket vanlig legering för korrosivare miljöer än 1.4301. Går även under benämningen A4 syrafast. |
| 1.4404                 | X2CrNiMo17-12-2      | 316L                 | S31603         | 2348           | Austenitiskt        | max 0,03 %  | 16,5–18,5 % | 10–13 %     | 2–2,5 %     | max 0,11 %  | max 0,015 % |        | Samma som 1.4401 men lägre kolhalt                                                                |
| 1.4406                 | X2CrNiMoN17-12-2     | 316LN                | S31653         |                | Austenitiskt        | max 0,03 %  | 16,5–18,5 % | 10–12,5 %   | 2–2,5 %     | 0,12–0,22 % | max 0,015 % |        |                                                                                                   |
| 1.4410                 | X2CrNiMoN25-7-4      |                      | S32750         | 2328           | Duplex              | max 0,03 %  | 24–26 %     | 6–8 %       | 3–4,5 %     | 0,24–0,35 % | max 0,015 % |        |                                                                                                   |
| 1.4429                 | X2CrNiMoN17-13-3     | 316LN                | S31653         | 2375           | Austenitiskt        | max 0,03 %  | 16,5–18,5 % | 11–14 %     | 2,5–3 %     | 0,12–0,22 % | max 0,015 % |        |                                                                                                   |
| 1.4432                 | X2CrNiMo17-12-3      | 316L                 | S31603         | 2353           | Austenitiskt        | max 0,03 %  | 16,5–18,5 % | 10,5–13 %   | 2,5–3 %     | max 0,11 %  | max 0,015 % |        |                                                                                                   |
| 1.4435                 | X2CrNiMo18-14-3      | 316L                 | S31603         | 2353           | Austenitiskt        | max 0,03 %  | 17–19 %     | 12,5–15 %   | 2,5–3 %     | max 0,11 %  | max 0,015 % |        |                                                                                                   |
| 1.4436                 | X3CrNiMo17-13-3      | 316                  | S31600         | 2343           | Austenitiskt        | max 0,05 %  | 16,5–18,5 % | 10,5–13 %   | 2,5–3 %     | max 0,11 %  | max 0,015 % |        |                                                                                                   |
| 1.4438                 | X2CrNiMo18-15-4      | 317L                 | S31703         | 2367           | Austenitiskt        | max 0,03 %  | 17,5–19,5 % | 13–16 %     | 3–4 %       | max 0,11 %  | max 0,015 % |        |                                                                                                   |
| 1.4439                 | X2CrNiMoN17-13-5     | 317LMN               | S31726         |                | Austenitiskt        | max 0,03 %  | 16,5–18,5 % | 12,5–14,5 % | 4–5 %       | 0,12–0,22 % | max 0,015 % |        |                                                                                                   |
| 1.4462                 | X2CrNiMoN22-5-3      |                      | S31803         | 2377           | Ferrit-austenitiskt | max 0,03 %  | 21–23 %     | 4,5–6,5 %   | 2,5–3,5 %   | 0,1–0,22 %  | max 0,015 % |        | Värmeväxlare för gas eller olja                                                                   |
| 1.4465                 | X1CrNiMoN25-25-2     |                      | S31050         |                | Austenitiskt        | max 0,02 %  | 24–26 %     | 22–25 %     | 2–2,5 %     | 0,08–0,16 % | max 0,015 % |        |                                                                                                   |
| 1.4466                 | X1CrNiMoN25-22-2     |                      | S310050        |                | Austenitiskt        | max 0,02 %  | 24–26 %     | 21–23 %     | 2–2,5 %     | 0,08–0,16 % | max 0,015 % |        |                                                                                                   |
| 1.4501                 | X2CrNiMoCuWN25-7-4   |                      | S32760         |                | Austenit-ferritiskt | max 0,03 %  | 24–26 %     | 6–8 %       | 3–4 %       | 0,2–0,3 %   | max 0,015 % | Cu, W  |                                                                                                   |
| 1.4509                 | X2CrTiNb18           | 441                  | S43932         |                | Ferritiskt          | max 0,03 %  | 17,5–18,5 % |             |             |             | max 0,02 %  | Ti, Nb | Avgasrör och gasbrännare. Titanstabiliserad för svetsbarhet.                                      |
| 1.4510                 | X3CrTi17             | 439                  | S43035         |                | Ferritiskt          | max 0,05 %  | 16–18 %     |             |             |             | max 0,015 % | Ti     |                                                                                                   |
| 1.4511                 | X8CrNb17             |                      |                |                | Ferritiskt          | max 0,05 %  | 16–18 %     |             |             |             | max 0,015 % | Nb     |                                                                                                   |
| 1.4512                 | X6CrTi12             | 409                  | S40900         |                | Ferritiskt          | max 0,03 %  | 10,5–12,5 % |             |             |             | max 0,015 % | Ti     | Avgasrör med lågt korrosiv miljö                                                                  |
| 1.4513                 | X2CrMoTi17-1         |                      |                |                | Ferritiskt          | max 0,025 % | 16–18 %     |             | 0,8–1,4 %   |             | max 0,015 % | Ti     | Avgasrör                                                                                          |
| 1.4520                 | X2CrTi17             |                      |                |                | Ferritiskt          | max 0,025 % | 16–18 %     |             |             | max 0,015 % | max 0,015 % | Ti     |                                                                                                   |
| 1.4521                 | X2CrMoTi18-2         | 444                  | S44400         | 2326           | Ferritiskt          | max 0,025 % | 17–20 %     |             | 1,8–2,5 %   | max 0,030 % | max 0,015 % |        |                                                                                                   |
| 1.4529                 | X1NiCrMoCu25-20-7    |                      | N08926         |                | Austenitiskt        | max 0,02 %  | 19–21 %     | 24–26 %     | 6–7 %       | 0,15–0,25 % | max 0,015 % | Cu     |                                                                                                   |
| 1.4539                 | X1NiCrMoCu25-20-5    | 904L                 | N08904         | 2562           | Austenitiskt        | max 0,02 %  | 19–21 %     | 24–26 %     | 4–5 %       | max 0,15 %  | max 0,01 %  | Cu     | Extremt korrosiva miljöer. Värmetålig.                                                            |
| 1.4541                 | X6CrNiTi18-10        | 321                  | S32100         | 2337           | Austenitiskt        | max 0,08 %  | 17–19 %     | 9–12 %      |             |             | max 0,015 % | Ti     |                                                                                                   |
| 1.4542                 | X5CrNiCuNb16-4       | 630                  | S17400         |                | Martensitiskt       | max 0,07 %  | 15–17 %     | 3–5 %       | max 0,6 %   |             | max 0,7 %   | Cu, Nb | Högre korrosionsmotstånd än 1.4005/1.4006                                                         |
| 1.4547                 | X1CrNiMoCuN20-18-7   |                      | S31254         | 2378           | Austenitiskt        | max 0,02 %  | 19,5–20,5 % | 17,5–18,5 % | 6–7 %       | 0,18–0,25 % | max 0,01 %  | Cu     | Processindustri                                                                                   |
| 1.4565                 | X2CrNiMoN25-18-6-5   |                      | S34565         |                | Austenitiskt        | max 0,03 %  | 24–26 %     | 16–19 %     | 4–5 %       | 0,3–0,6 %   | max 0,015 % | Nb     |                                                                                                   |
| 1.4571                 | X6CrNiMoTi17-12-2    | 316Ti                | S31635         | 2350           | Austenitiskt        | max 0,08 %  | 16,5–18,5 % | 10,5–13,5 % | 2–2,5 %     |             | max 0,015 % | Ti     |                                                                                                   |
| 1.4589                 | X5CrNiMoTi15-2       |                      | S42035         |                | Ferritiskt          | max 0,08 %  | 13,5–15,5 % | 1–2,5 %     | 0,2–1,2 %   |             | max 0,015 % | Ti     |                                                                                                   |
| 1.4652                 | X1CrNiMoCuN24-22-8   |                      | S32654         |                | Austenitiskt        | max 0,02 %  | 23–25 %     | 21–23 %     | 7–8 %       | 0,45–0,56 % | max 0,05 %  | Cu     |                                                                                                   |
| 1.4662                 | X2CrNiMnMoCuN21-5-3  |                      | S82441         |                | Duplex              | max 0,03 %  | 23–25 %     | 3–4,5 %     | 1–2 %       | 0,2–0,3 %   |             | Mn, Cu |                                                                                                   |
| 1.4818                 | X6CrNiSiNCe19-10     |                      | S30415         | 2372           | Austenitiskt        | max 0,02 %  | 18–20 %     | 9–11 %      |             | 0,12–0,2 %  | max 0,015 % | Si, Ce |                                                                                                   |
| 1.4828                 | X15CrNiSi20-12       | 309                  |                |                | Austenitiskt        | max 0,02 %  | 19–21       | 11–13 %     |             | max 0,11 %  | max 0,015 % | Si     |                                                                                                   |
| 1.4833                 | X12CrNi23-13         | 309S                 | S30908         |                | Austenitiskt        | max 0,15 %  | 22–24 %     | 12–14 %     |             | max 0,11 %  | max 0,015 % |        |                                                                                                   |
| 1.4835                 | X9CrNiSiNCe21-11-2   |                      | S30815         | 2368           | Austenitiskt        | 0,05–0,12 % | 20–22 %     | 10–12%      |             | 0,12–0,2 %  | max 0,015 % | Si, Ce |                                                                                                   |
| 1.4845                 | X8CrNi25-21          | 310S                 | S31008         | 2361           | Austenitiskt        | max 0,1 %   | 24–26 %     | 19–22 %     |             | max 0,11 %  | max 0,015 % |        |                                                                                                   |
| 1.4878                 | X12CrNiTi18-9        | 321H                 | S32109         | 2337           | Austenitiskt        | max 0,1 %   | 17–19 %     | 9–12 %      |             |             | max 0,015 % | Ti     |                                                                                                   |
| 1.4948                 | X6CrNi18-11          | 304H                 | S30409         |                | Austenitiskt        | 0,04–0,08 % | 17–19 %     | 8–11 %      |             | max 0,1 %   | max 0,015 % |        |                                                                                                   |

SIS har flera publikationer angående rostfria stål, bl a:
- SS-EN 10088-1:2014 "Rostfria stål - Del 1: Förteckning över rostfria stål"
- SS-EN 10088-2:2014 "Rostfria stål - Del 2: Tekniska leveransbestämmelser för plåt och band av korrosionsbeständiga stål för allmänna ändamål"
- SS-EN 10088-3:2014 "Rostfria stål - Del 3: Tekniska leveransbestämmelser för halvfabrikat, stång, valstråd, tråd, profiler och blanka produkter av korrosionsbeständiga stål för allmänna ändamål"
- SS-EN 10028-7:2016 "Platta produkter av stål för tryckbärande anordningar - Del 7: Rostfria stål"
- SS-EN 10296-2:2005 "Svetsade runda rör för allmänna ändamål - Tekniska leveransbestämmelser - Del 2: Rostfria stål". (Korrigerad i AC:2007.)
- SS-EN 10217-7:2021 "Svetsade rör av stål för tryckändamål - Tekniska leveransbestämmelser - Del 7: Rör av rostfria stål"
- SS-EN 10312:2003 "Svetsade rör av rostfria stål för vattenledningar inklusive rör för dricksvatten - Tekniska leveransbestämmelser
- SS-EN ISO 3651-2:1998 "Bestämning av rostfria ståls härdighet mot korngränsfrätning - Del 2: Ferritiska, austenitiska och austenit-ferritiska (duplexa) rostfria stål - Korrosionsprovning i svavelsyrelösning (ISO 3651-2:1998)"